# Arrondissement de Neutomischel
L'arrondissement de Neutomischel, à l'ouest de la province prussienne de Posnanie, existe de 1887 à 1919. L'ancien territoire de l'arrondissement appartient désormais à la voïvodie polonaise de Grande-Pologne.

## Superficie
L'arrondissement de Neutomischel a une superficie de 523 km².

## Histoire
Après le deuxième partage de la Pologne de 1793 à 1807, le territoire autour de la ville de Neutomischel appartient à la province prussienne de Prusse-Méridionale. Après la paix de Tilsit, la région tombe aux mains du duché de Varsovie en 1807. La région tombe de nouveau aux mains du Royaume de Prusse après le Congrès de Vienne du 15 mai 1815. Jusqu'au 1er octobre 1887, elle appartient à l'arrondissement de Buk du district de Posen de la province de Posnanie.
Le 1er octobre 1887, l'arrondissement de Buk est dissous. L'arrondissement de Neutomischel est formé à partir de sa partie Ouest, tandis que sa partie orientale devient le nouveau arrondissement de Grätz.
Viennent dans le nouveau arrondissement de Neutomischel
- les villes de Neutomischel et Neustadt bei Pinne,
- ainsi que les districts de police de Neutomischel et Neustadt bei Pinne
- le district de police de Kuschlin sans les communes et les districts de domaine de Lenker Hauland, Rudnik, Slivno, Trzcionka et Turkowo, qui deviennent une partie du nouveau arrondissement de Grätz.

La ville de Neutomischel devient le chef-lieu de l'arrondissement et le siège du bureau de l'arrondissement.
Le 27 décembre 1918, le soulèvement de la population polonaise contre la domination allemande commence dans la province de Posnanie et le 5 janvier 1919, la ville de Neutomischel est sous contrôle polonais. Le 16 février 1919, un armistice met fin aux combats germano-polonais et le 28 juin 1919, avec la signature du traité de Versailles, le gouvernement allemand cède officiellement l'arrondissement de Neutomischel à la Pologne nouvellement fondée. L'arrondissement de Neutomichel devient le powiat polonais de Nowy Tomyśl avec une superficie initiale de 843 km².
Selon le traité de Versailles, le nouveau powiat comprend la partie orientale de l'arrondissement de Meseritz (320 km²) avec la commune de Bentschen. Le 25 novembre 1919, l'Allemagne et la Pologne concluent un accord sur l'évacuation et la rétrocession du territoire à céder, qui est ratifié le 10 janvier 1920. L'évacuation et la remise à la Pologne ont lieu entre le 17 janvier et le 4 février 1920.
Le 1er avril 1932, le powiat de Grodzisk Wielkopolski est dissous et réuni avec le powiat de Nowy Tomyśl. Le powiat élargi a une superficie de 1273 km².

## Évolution de la démographie
| Année | Habitants | Source |
| ----- | --------- | ------ |
| 1895  | 33 499    | [ 7 ]  |
| 1900  | 33 189    | [ 8 ]  |
| 1905  | 33 470    |        |
| 1910  | 34 292    | [ 8 ]  |

En 1905, 51 % des habitants sont polonais et 49 % allemands. La majorité des habitants allemands quittent la région après 1919/20, leur part de la population de l'arrondissement est tombée à 18,6 % en 1931.

## Politique

### Administrateurs de l'arrondissement
1887–189400Richard Klapp (de)
1894–191800von Daniels

### Élections
L'arrondissement de Neutomichel, avec les arrondissements de Grätz, Kosten et Schmiegel, appartient à la 4e circonscription du district de Posen du Reichstag. La circonscription est remportée par les candidats de la Fraction polonaise aux élections du Reichstag entre 1887 et 1912 :
- 188700Ludwig von Mycielski
- 189000Idzizlaw Czartoryski
- 189300Idzizlaw Czartoryski
- 189800Stephan Cegielski (de)
- 190300Witold von Skarzynski (de)
- 190700Witold von Skarzynski
- 191200Franciszek von Morawski

## Structure administrative
Au 1er janvier 1908, les deux villes de Neutomischel et Neustadt bei Pinne appartiennent à l'arrondissement de Neutomischel. Les 49 communes et les 20 districts de domaine sont regroupés en districts de police.

## Communes
Au début du XXe siècle, les communes suivantes appartiennent à l'arrondissement :
| - Albertoske - Alttomischel - Blake - Bolewitz - Brodki - Brody - Bukowiec - Chmielinko - Chraplewo - Cichagora - Dombrowo - Glinau - Glupon | - Gronsko - Groß Lipke - Grudno - Jastrzembnik - Klein Lipke - Komorowo Hauland - Konin - Konkolewo - Kozielaske - Krummwalde - Kuschlin - Linde - Michorzewko | - Michorzewo - Neu Bolewitz - Neu Dombrowo - Neufeld - Neurose - Neustadt bei Pinne, ville - Neutomischel, ville - Pakoslaw - Paprotsch - Porazyn - Rose - Scherlanke - Schleife | - Sempolno - Sontop - Steinhorst - Sworzyce - Tarnowce - Wengielno - Witomischel - Wonsowo - Wymyslanke - Zembowo - Zgierzynka - Zinskowo |

À quelques exceptions près, les noms de lieux polonais continuent à s'appliquer après 1815 et au début du XXe siècle, plusieurs toponymes sont germanisés.